# Lancashire (Käse)

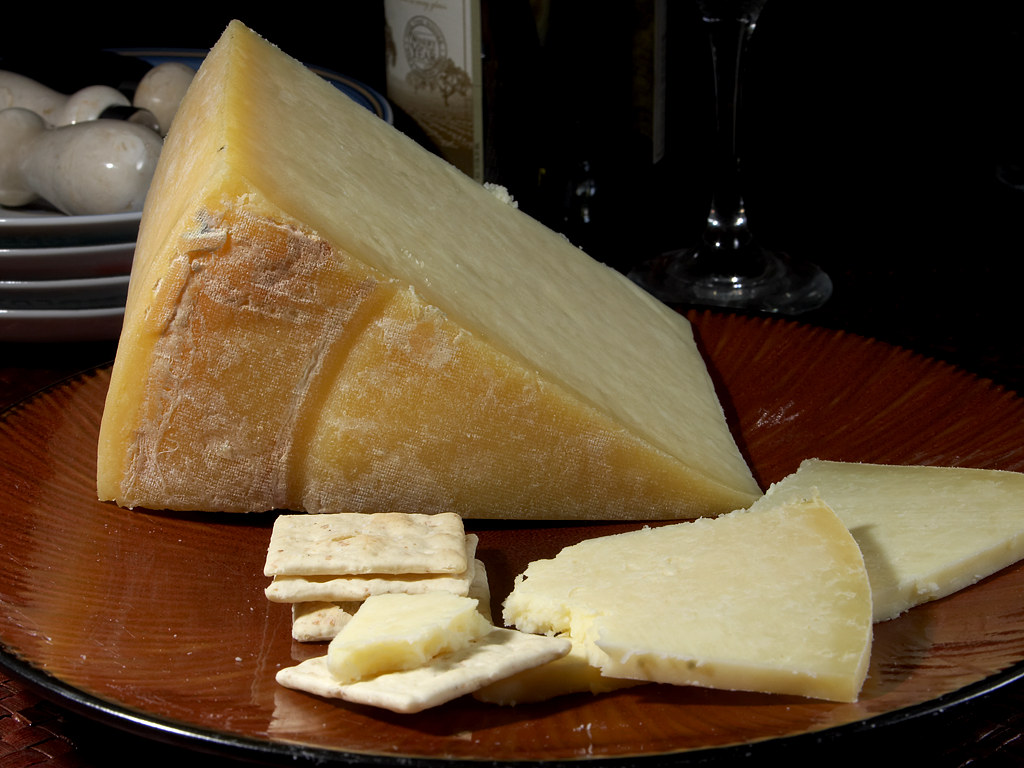
Lancashire-Käse

Lancashire ist ein fester Kuhmilchkäse aus England mit einer harten, dünnen, natürlich goldfarbenen Rinde. Seinen Namen hat er nach der englischen Grafschaft Lancashire. Jung, nur wenige Wochen alt, wird er auch als „Creamy Lancashire“ bezeichnet. In diesem Zustand ist er von feucht-krümeliger Konsistenz. Mit der Reifung bis zu einem Jahr intensiviert sich das Aroma, und er wird fester; er wird dann auch als „Tasty Lancashire“ bezeichnet. Lancashire aus Massenproduktion hat ein mildes, flaches Aroma. Im Gegensatz dazu hat der „Farmhouse Lancashire“ einen vollen Geschmack. Der Käse enthält ca. 45 % Fett in der Trockenmasse.